# Philbertia pygmaea
Philbertia pygmaea là một loài ốc biển, là động vật thân mềm chân bụng sống ở biển trong họ Turridae.